# Episauris decorata
Episauris decorata là một loài bướm đêm trong họ Geometridae.